# G-Eazy
Gerald Earl Gillum (* 24. května, 1989), známější pod pseudonymem G-Eazy, je americký rapper a hudební producent z Oaklandu, Kalifornie. Jeho první album s názvem Must Be Nice bylo vydáno 26. září 2012. Jeho třetí studiové album s názvem When It's Dark Out bylo vydáno 4. prosince 2015 a dostalo se i do první desítky amerického hudebního žebříčku Billboard Hot 100.

## Život
Když chodil Gillum do první třídy, jeho rodiče se rozvedli. V té době byl jeho otec docentem na Kalifornské univerzitě. Gillum zůstal s matkou, se kterou se poté přestěhoval ke svým prarodičům do Berkeley, Kalifornie. Později se stěhovali znovu, tentokrát do Oaklandu, přesto nadále studoval na škole v Berkeley. Když bylo Gillumovi 12 let, začala jeho matka chodit s ženou jménem Melissa Mills.
Gillum zpočátku matku nepodporoval. Přesto později její novou známost přijmul jako člena rodiny a vyrůstal v její blízkosti. Mills začínala mít deprese z léků, které brala, aby léčila svojí bipolární afektivní poruchu. Jednoho dne přišel Gerald domů a nalezl Mills mrtvou, zemřela na předávkování. Tyto detaily popisuje v poslední sloce písně „Everything Will Be OK“, která vyšla na jeho třetím albu When It's Dark Out.

## Kariéra

### 2008–14: Začátek kariéry
Začal jako hudební producent a zároveň se také začínal věnovat prvním singlům, zatímco stále studoval na Loyolské Univerzitě v New Orleans. V začátcích jeho kariéry se stal členem místní hip hopové skupiny zvané „The Bay Boyz“, který vydala pár svých singlů na jejich oficiální Myspace stránce. V roce 2010, G-Eazy začínal nabírat popularitu, která mu otevírala nové možnosti.
G-Eazy v srpnu 2011 vydal svůj zřejmě nejznámější mixtape The Endless Summer. Roku 2012 se zúčastnil Vans Warped Tour. V červnu 2012 oznámil Excellent Adventure Tour, ve které účinkoval i Hoodie Allen. Tito dva působili ve městech po celých Spojených státech včetně Pittsburghu, St. Louis, Columbusu, Des Moines, New Orleans, Atlanty, Austinu, a Filadelfie. 26. září 2012 vydal jeho první studiové album Must Be Nice. Toto album se umístilo třetí v hudebním Hip-Hopovém žebříčku iTunes.

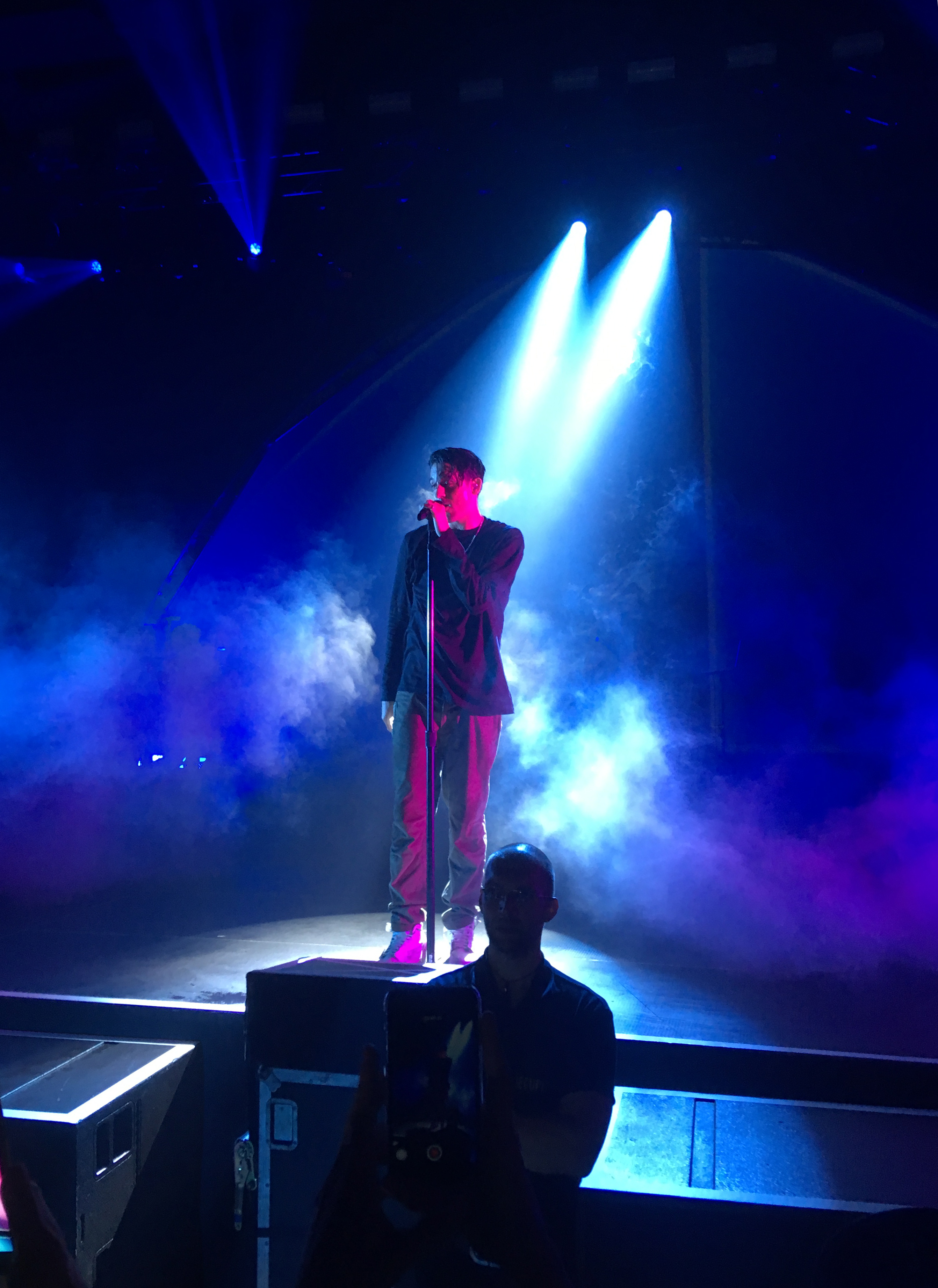
G-Eazy na koncertě v Praze, 11. 5. 2018

V lednu 2014 oznámil „These Things Happen Tour“ ve které účinkovali i rappeři Rockie Fresh, KYLE a Tory Lanez. Tour měla 40 zastávek v USA a Kanadě a trvala až do dubna 2014.

### 2014–současnost
Svojí druhou desku These Things Happen vydal 23. června 2014. Album se umísťovalo na předních příčkách hudebních žebříčků ve Spojených státech a prodalo se ho kolem 265 000 kopií až do dnešního dne. V roce 2014 se svojí tour navštívil také Austrálii a Nový Zéland. Bylo to poprvé, kdy účinkoval jinde než v Severní Americe.
V roce 2015 hrál na významných festivalech včetně Lollapalooza, Electric Forest, Bonnaroo, Outside Lands a Made in America. Jeho třetí album When It's Dark Out bylo vydáno 4. prosince 2015. Na začátku roku 2016 zahájil svou druhou světovou tour. Tour se konala po Spojených státech, Evropě a Austrálii. Jeho singl „Me, Myself & I“ se umístil na sedmém místě v americkém hudebním žebříčku Billboard Hot 100.
V květnu 2016 G-Eazy oznámil, že bude spolupracovat na singlu s Britney Spears. Singl byl vydán 15. června 2016 a byl zařazen i na deváté studiové album Britney Spears. V prosinci 2017 vydal zatím svoje poslední album The Beautiful & Damned.

## Studium
Po absolvování střední školy Berkeley High School se přestěhoval do New Orleans, aby mohl navštěvovat zdejší Loyolskou Univerzitu. Studoval marketing, produkci a obchod. V roce 2011 absolvoval i Loyolskou Univerzitu.

## Diskografie
- The Epidemic LP (2009)
- Must Be Nice (2012)
- These Things Happen (2014)
- When It's Dark Out (2015)
- The Beautiful & Damned (2017)
- These Things Happen Too (2021)